# ۳-پنتانون
۳-پنتانون (به انگلیسی: 3-Pentanone) یک ترکیب شیمیایی است.